# 目部
目部（）は、漢字を部首により分類したグループの一つ。
康熙字典214部首では109番目に置かれる（5画の15番目、午集の15番目）。

## 概要
「目」字は視覚器官（目）およびその周囲の部位を意味し、人の目の形に象る。
「眼」字が目の中の黒白部分すなわち眼球だけを指すのに対し、「目」字はまぶたによって形作られている枠部分を含む。
科学的に映像を結ぶ機能を持っているのは眼球部分であるが、我々が文化的に目として捉えるのはまぶたと眼球の境界内部であり、目を開ける・閉じる・細める・丸くする…といったとき実際に動いているのはまぶたの方である。
引伸して目配せする・見るといった目の働きを表し、さらに引伸して名称・箇条・目録などを意味する。
偏旁の意符としては目や目の動作・状態、視覚に関することを示す。
なお「目」は篆書以降、縦にして書くのが通常であるが、横にした「罒」（よこめ）を使ったものがいくらかある（通常、「罒」は网の変形として使われる）。
目部はこのような意符を構成要素とする漢字を収める。

## 部首の通称
- 日本：め・めへん
- 中国：目字旁・目字底
- 韓国：눈목부（nun mok bu、めの目部）
- 英米：Radical eye

## 部首字
目
- 中古音
  - 広韻 - 莫六切、屋韻、入声
  - 詩韻 - 屋韻、入声
  - 三十六字母 - 明母
- 現代音
  - 普通話 - ピンイン：mù 注音：ㄇㄨˋ ウェード式：mu4
  - 広東語 - Jyutping:muk6 イェール式:muk6
- 日本語 - 音：ボク（漢音）・モク（呉音） 訓：め
- 朝鮮語 - 音：목(mok) 訓：눈（nun、目）・볼（bol、見る）・조목（jomok、条目・名称）

甲骨文
金文
大篆

## 例字
- 目
- 3:直・盲、4:看・盾・省・相・眉・眇、5:眩・眞（真）・昧・眠、6:眼・眷・眺・眸、8:睨・睫・睡・督・睦、10:瞑・瞠、11:瞞、12瞰・瞬（瞬13）・瞳・瞥・瞭、13瞼・瞻・矇

常用漢字
- 県（←縣：糸部）